# Duque de Southampton

Brasão de Armas de Charles FitzRoy : As armas reais do rei Carlos II em geral, um arminho curvado e sinistro

Duque de Southampton foi um título do Pariato da Inglaterra que foi criado em 1675 para Carlos FitzRoy, filho ilegítimo do rei Carlos II com a sua amante Barbara Villiers. Juntamente com o ducado, Carlos FitzRoy também recebeu os títulos subsidiários de Conde de Chichester e Barão Newbury . 
Após a morte de sua mãe, Barbara Palmer, em 1709, o 1.º Duque sucedeu aos seus títulos hereditários (o de Duque de Cleveland, o de Conde de Southampton e o de Barão de Nonsuch).   Com a morte do 1.º Duque em 1730, os títulos passaram para seu filho William FitzRoy, o 2.º Duque, então, ele morreu sem deixar descendência, então os títulos foram extintos após sua morte em 1774.

## Duques de Southampton (1675)
- Charles FitzRoy, 1º Duque de Southampton, 2º Duque de Cleveland (1662–1730) (titulado Duque de Cleveland em 1709)
- William FitzRoy, 2º Duque de Southampton, 3º Duque de Cleveland (1698–1774)

## Árvore genealógica
| Barbara Palmer 1640–1709 1.ª Duquesa de Cleveland, Condessa de Southampton e Baronesa Nonsuch                                                           | Barbara Palmer 1640–1709 1.ª Duquesa de Cleveland, Condessa de Southampton e Baronesa Nonsuch                                                           | Barbara Palmer 1640–1709 1.ª Duquesa de Cleveland, Condessa de Southampton e Baronesa Nonsuch                                                           | Barbara Palmer 1640–1709 1.ª Duquesa de Cleveland, Condessa de Southampton e Baronesa Nonsuch                                                           | Barbara Palmer 1640–1709 1.ª Duquesa de Cleveland, Condessa de Southampton e Baronesa Nonsuch                                                           | Barbara Palmer 1640–1709 1.ª Duquesa de Cleveland, Condessa de Southampton e Baronesa Nonsuch                                                           | | | Rei Charles II 1630–1685 | Rei Charles II 1630–1685 | Rei Charles II 1630–1685 | Rei Charles II 1630–1685 | Rei Charles II 1630–1685                                                                                       | Rei Charles II 1630–1685                                                                                       |                      |                      | Christopher Vane 1653–1723 1st Baron Barard                                                                                     | Christopher Vane 1653–1723 1st Baron Barard                                                                                     | Christopher Vane 1653–1723 1st Baron Barard                                                                                     | Christopher Vane 1653–1723 1st Baron Barard                                                                                     | Christopher Vane 1653–1723 1st Baron Barard                                                                                     | Christopher Vane 1653–1723 1st Baron Barard                                                                                     |                                         |                                         | | | | | | | |  | Ernest Augustus 1629–1698 Elector of Hanover | Ernest Augustus 1629–1698 Elector of Hanover | Ernest Augustus 1629–1698 Elector of Hanover | Ernest Augustus 1629–1698 Elector of Hanover | Ernest Augustus 1629–1698 Elector of Hanover | Ernest Augustus 1629–1698 Elector of Hanover |                         |                         |                                                              |                                                              |                                                              |                                                              |                                                              |                                                              |  |  |                                                                               |                                                                               |                                                                               |                                                                               |                                                                               |                                                                               |  |  |  |  |  |  |  |  |  |  |  |  |  |  |  |  |
| Barbara Palmer 1640–1709 1.ª Duquesa de Cleveland, Condessa de Southampton e Baronesa Nonsuch                                                           | Barbara Palmer 1640–1709 1.ª Duquesa de Cleveland, Condessa de Southampton e Baronesa Nonsuch                                                           | Barbara Palmer 1640–1709 1.ª Duquesa de Cleveland, Condessa de Southampton e Baronesa Nonsuch                                                           | Barbara Palmer 1640–1709 1.ª Duquesa de Cleveland, Condessa de Southampton e Baronesa Nonsuch                                                           | Barbara Palmer 1640–1709 1.ª Duquesa de Cleveland, Condessa de Southampton e Baronesa Nonsuch                                                           | Barbara Palmer 1640–1709 1.ª Duquesa de Cleveland, Condessa de Southampton e Baronesa Nonsuch                                                           | | | Rei Charles II 1630–1685 | Rei Charles II 1630–1685 | Rei Charles II 1630–1685 | Rei Charles II 1630–1685 | Rei Charles II 1630–1685                                                                                       | Rei Charles II 1630–1685                                                                                       |                      |                      | Christopher Vane 1653–1723 1st Baron Barard                                                                                     | Christopher Vane 1653–1723 1st Baron Barard                                                                                     | Christopher Vane 1653–1723 1st Baron Barard                                                                                     | Christopher Vane 1653–1723 1st Baron Barard                                                                                     | Christopher Vane 1653–1723 1st Baron Barard                                                                                     | Christopher Vane 1653–1723 1st Baron Barard                                                                                     |                                         |                                         | | | | | | | |  | Ernest Augustus 1629–1698 Elector of Hanover | Ernest Augustus 1629–1698 Elector of Hanover | Ernest Augustus 1629–1698 Elector of Hanover | Ernest Augustus 1629–1698 Elector of Hanover | Ernest Augustus 1629–1698 Elector of Hanover | Ernest Augustus 1629–1698 Elector of Hanover |                         |                         |                                                              |                                                              |                                                              |                                                              |                                                              |                                                              |  |  |                                                                               |                                                                               |                                                                               |                                                                               |                                                                               |                                                                               |  |  |  |  |  |  |  |  |  |  |  |  |  |  |  |  |
| | | | | | | | | | | | | | |                      |                      | | | | | | |                                         |                                         | | | | | | | |  |                                              |                                              |                                              |                                              |                                              |                                              |                         |                         |                                                              |                                                              |                                                              |                                                              |                                                              |                                                              |  |  |                                                                               |                                                                               |                                                                               |                                                                               |                                                                               |                                                                               |  |  |  |  |  |  |  |  |  |  |  |  |  |  |  |  |
| | | | | | | | | | | | | | |                      |                      | | | | | | |                                         |                                         | | | | | | | |  |                                              |                                              |                                              |                                              |                                              |                                              |                         |                         |                                                              |                                                              |                                                              |                                                              |                                                              |                                                              |  |  |                                                                               |                                                                               |                                                                               |                                                                               |                                                                               |                                                                               |  |  |  |  |  |  |  |  |  |  |  |  |  |  |  |  |
| Duke of Southampton, Earl of Chichester (2nd creation), and Baron Newbury, 1675                                                                         | Duke of Southampton, Earl of Chichester (2nd creation), and Baron Newbury, 1675                                                                         | Duke of Southampton, Earl of Chichester (2nd creation), and Baron Newbury, 1675                                                                         | Duke of Southampton, Earl of Chichester (2nd creation), and Baron Newbury, 1675                                                                         | Duke of Southampton, Earl of Chichester (2nd creation), and Baron Newbury, 1675                                                                         | Duke of Southampton, Earl of Chichester (2nd creation), and Baron Newbury, 1675                                                                         | | | | | | | | |                      |                      | | | | | | |                                         |                                         | | | | | | | |  |                                              |                                              |                                              |                                              |                                              |                                              |                         |                         | Earl of Darlington (1st creation) and Viscount Barnard, 1722 | Earl of Darlington (1st creation) and Viscount Barnard, 1722 | Earl of Darlington (1st creation) and Viscount Barnard, 1722 | Earl of Darlington (1st creation) and Viscount Barnard, 1722 | Earl of Darlington (1st creation) and Viscount Barnard, 1722 | Earl of Darlington (1st creation) and Viscount Barnard, 1722 |  |  |                                                                               |                                                                               |                                                                               |                                                                               |                                                                               |                                                                               |  |  |  |  |  |  |  |  |  |  |  |  |  |  |  |  |
| Duke of Southampton, Earl of Chichester (2nd creation), and Baron Newbury, 1675                                                                         | Duke of Southampton, Earl of Chichester (2nd creation), and Baron Newbury, 1675                                                                         | Duke of Southampton, Earl of Chichester (2nd creation), and Baron Newbury, 1675                                                                         | Duke of Southampton, Earl of Chichester (2nd creation), and Baron Newbury, 1675                                                                         | Duke of Southampton, Earl of Chichester (2nd creation), and Baron Newbury, 1675                                                                         | Duke of Southampton, Earl of Chichester (2nd creation), and Baron Newbury, 1675                                                                         | Charles FitzRoy 1662–1730 2.º Duque de Cleveland, Conde de Southampton e Barão Nonsuch, 1st Duke of Southampton, Earl of Chichester, and Baron Newbury | Charles FitzRoy 1662–1730 2.º Duque de Cleveland, Conde de Southampton e Barão Nonsuch, 1st Duke of Southampton, Earl of Chichester, and Baron Newbury | Charles FitzRoy 1662–1730 2.º Duque de Cleveland, Conde de Southampton e Barão Nonsuch, 1st Duke of Southampton, Earl of Chichester, and Baron Newbury | Charles FitzRoy 1662–1730 2.º Duque de Cleveland, Conde de Southampton e Barão Nonsuch, 1st Duke of Southampton, Earl of Chichester, and Baron Newbury | Charles FitzRoy 1662–1730 2.º Duque de Cleveland, Conde de Southampton e Barão Nonsuch, 1st Duke of Southampton, Earl of Chichester, and Baron Newbury | Charles FitzRoy 1662–1730 2.º Duque de Cleveland, Conde de Southampton e Barão Nonsuch, 1st Duke of Southampton, Earl of Chichester, and Baron Newbury | | | Henry Vane 1676–1676 | Henry Vane 1676–1676 | Henry Vane 1676–1676 | Henry Vane 1676–1676 | Henry Vane 1676–1676 | Henry Vane 1676–1676 | | | Gilbert Vane 1678–1753 2nd Baron Barard | Gilbert Vane 1678–1753 2nd Baron Barard | Gilbert Vane 1678–1753 2nd Baron Barard                                                                                  | Gilbert Vane 1678–1753 2nd Baron Barard                                                                                  | Gilbert Vane 1678–1753 2nd Baron Barard                                                                                  | Gilbert Vane 1678–1753 2nd Baron Barard                                                                                  | | | |  |                                              |                                              |                                              |                                              |                                              |                                              | King George I 1660–1727 | King George I 1660–1727 | King George I 1660–1727                                      | King George I 1660–1727                                      | King George I 1660–1727                                      | King George I 1660–1727                                      | Earl of Darlington (1st creation) and Viscount Barnard, 1722 | Earl of Darlington (1st creation) and Viscount Barnard, 1722 |  |  | Sophia von Kielmansegg 1675–1725 Countess of Darlington, Countess of Leinster | Sophia von Kielmansegg 1675–1725 Countess of Darlington, Countess of Leinster | Sophia von Kielmansegg 1675–1725 Countess of Darlington, Countess of Leinster | Sophia von Kielmansegg 1675–1725 Countess of Darlington, Countess of Leinster | Sophia von Kielmansegg 1675–1725 Countess of Darlington, Countess of Leinster | Sophia von Kielmansegg 1675–1725 Countess of Darlington, Countess of Leinster |  |  |  |  |  |  |  |  |  |  |  |  |  |  |  |  |
| | | | | | | Charles FitzRoy 1662–1730 2.º Duque de Cleveland, Conde de Southampton e Barão Nonsuch, 1st Duke of Southampton, Earl of Chichester, and Baron Newbury | Charles FitzRoy 1662–1730 2.º Duque de Cleveland, Conde de Southampton e Barão Nonsuch, 1st Duke of Southampton, Earl of Chichester, and Baron Newbury | Charles FitzRoy 1662–1730 2.º Duque de Cleveland, Conde de Southampton e Barão Nonsuch, 1st Duke of Southampton, Earl of Chichester, and Baron Newbury | Charles FitzRoy 1662–1730 2.º Duque de Cleveland, Conde de Southampton e Barão Nonsuch, 1st Duke of Southampton, Earl of Chichester, and Baron Newbury | Charles FitzRoy 1662–1730 2.º Duque de Cleveland, Conde de Southampton e Barão Nonsuch, 1st Duke of Southampton, Earl of Chichester, and Baron Newbury | Charles FitzRoy 1662–1730 2.º Duque de Cleveland, Conde de Southampton e Barão Nonsuch, 1st Duke of Southampton, Earl of Chichester, and Baron Newbury | | | Henry Vane 1676–1676 | Henry Vane 1676–1676 | Henry Vane 1676–1676 | Henry Vane 1676–1676 | Henry Vane 1676–1676 | Henry Vane 1676–1676 | | | Gilbert Vane 1678–1753 2nd Baron Barard | Gilbert Vane 1678–1753 2nd Baron Barard | Gilbert Vane 1678–1753 2nd Baron Barard                                                                                  | Gilbert Vane 1678–1753 2nd Baron Barard                                                                                  | Gilbert Vane 1678–1753 2nd Baron Barard                                                                                  | Gilbert Vane 1678–1753 2nd Baron Barard                                                                                  | | | |  |                                              |                                              |                                              |                                              |                                              |                                              | King George I 1660–1727 | King George I 1660–1727 | King George I 1660–1727                                      | King George I 1660–1727                                      | King George I 1660–1727                                      | King George I 1660–1727                                      | Earldom of Darlington (1st creation) extinct, 1725           |                                                              |  |  | Sophia von Kielmansegg 1675–1725 Countess of Darlington, Countess of Leinster | Sophia von Kielmansegg 1675–1725 Countess of Darlington, Countess of Leinster | Sophia von Kielmansegg 1675–1725 Countess of Darlington, Countess of Leinster | Sophia von Kielmansegg 1675–1725 Countess of Darlington, Countess of Leinster | Sophia von Kielmansegg 1675–1725 Countess of Darlington, Countess of Leinster | Sophia von Kielmansegg 1675–1725 Countess of Darlington, Countess of Leinster |  |  |  |  |  |  |  |  |  |  |  |  |  |  |  |  |
| | | | | | | | | | | | | | |                      |                      | | | | | | |                                         |                                         | | | | | | | |  |                                              |                                              |                                              |                                              |                                              |                                              |                         |                         |                                                              |                                                              |                                                              |                                                              |                                                              |                                                              |  |  |                                                                               |                                                                               |                                                                               |                                                                               |                                                                               |                                                                               |  |  |  |  |  |  |  |  |  |  |  |  |  |  |  |  |
| | | | | | | | | | | | | | |                      |                      | | | | | | |                                         |                                         | | | | | | | |  |                                              |                                              |                                              |                                              |                                              |                                              |                         |                         |                                                              |                                                              |                                                              |                                                              |                                                              |                                                              |  |  |                                                                               |                                                                               |                                                                               |                                                                               |                                                                               |                                                                               |  |  |  |  |  |  |  |  |  |  |  |  |  |  |  |  |
| | | | | | | | | | | | | | |                      |                      | Earl of Darlington (2nd creation), 1754                                                                                         | | | | | |                                         |                                         | | | | | | | |  |                                              |                                              |                                              |                                              |                                              |                                              |                         |                         |                                                              |                                                              |                                                              |                                                              |                                                              |                                                              |  |  |                                                                               |                                                                               |                                                                               |                                                                               |                                                                               |                                                                               |  |  |  |  |  |  |  |  |  |  |  |  |  |  |  |  |
| | | | | | | | | | | | | | |                      |                      | | | | | | |                                         |                                         | | | | | | | |  |                                              |                                              |                                              |                                              |                                              |                                              |                         |                         |                                                              |                                                              |                                                              |                                                              |                                                              |                                                              |  |  |                                                                               |                                                                               |                                                                               |                                                                               |                                                                               |                                                                               |  |  |  |  |  |  |  |  |  |  |  |  |  |  |  |  |
| William FitzRoy 1698–1774 3rd Duke of Cleveland, Earl of Southampton, and Baron Nonsuch, 2nd Duke of Southampton, Earl of Chichester, and Baron Newbury | William FitzRoy 1698–1774 3rd Duke of Cleveland, Earl of Southampton, and Baron Nonsuch, 2nd Duke of Southampton, Earl of Chichester, and Baron Newbury | William FitzRoy 1698–1774 3rd Duke of Cleveland, Earl of Southampton, and Baron Nonsuch, 2nd Duke of Southampton, Earl of Chichester, and Baron Newbury | William FitzRoy 1698–1774 3rd Duke of Cleveland, Earl of Southampton, and Baron Nonsuch, 2nd Duke of Southampton, Earl of Chichester, and Baron Newbury | William FitzRoy 1698–1774 3rd Duke of Cleveland, Earl of Southampton, and Baron Nonsuch, 2nd Duke of Southampton, Earl of Chichester, and Baron Newbury | William FitzRoy 1698–1774 3rd Duke of Cleveland, Earl of Southampton, and Baron Nonsuch, 2nd Duke of Southampton, Earl of Chichester, and Baron Newbury | | | Grace Fitzroy 1697–1763 | Grace Fitzroy 1697–1763 | Grace Fitzroy 1697–1763 | Grace Fitzroy 1697–1763 | Grace Fitzroy 1697–1763                                                                                        | Grace Fitzroy 1697–1763                                                                                        |                      |                      | Henry Vane c. 1705–1758 1st Earl of Darlington 3rd Baron Barnard                                                                | Henry Vane c. 1705–1758 1st Earl of Darlington 3rd Baron Barnard                                                                | Henry Vane c. 1705–1758 1st Earl of Darlington 3rd Baron Barnard                                                                | Henry Vane c. 1705–1758 1st Earl of Darlington 3rd Baron Barnard                                                                | Henry Vane c. 1705–1758 1st Earl of Darlington 3rd Baron Barnard                                                                | Henry Vane c. 1705–1758 1st Earl of Darlington 3rd Baron Barnard                                                                |                                         |                                         | | | | | | | |  |                                              |                                              |                                              |                                              |                                              |                                              |                         |                         | Morgan Vane 1706–1779                                        | Morgan Vane 1706–1779                                        | Morgan Vane 1706–1779                                        | Morgan Vane 1706–1779                                        | Morgan Vane 1706–1779                                        | Morgan Vane 1706–1779                                        |  |  |                                                                               |                                                                               |                                                                               |                                                                               |                                                                               |                                                                               |  |  |  |  |  |  |  |  |  |  |  |  |  |  |  |  |
| William FitzRoy 1698–1774 3rd Duke of Cleveland, Earl of Southampton, and Baron Nonsuch, 2nd Duke of Southampton, Earl of Chichester, and Baron Newbury | William FitzRoy 1698–1774 3rd Duke of Cleveland, Earl of Southampton, and Baron Nonsuch, 2nd Duke of Southampton, Earl of Chichester, and Baron Newbury | William FitzRoy 1698–1774 3rd Duke of Cleveland, Earl of Southampton, and Baron Nonsuch, 2nd Duke of Southampton, Earl of Chichester, and Baron Newbury | William FitzRoy 1698–1774 3rd Duke of Cleveland, Earl of Southampton, and Baron Nonsuch, 2nd Duke of Southampton, Earl of Chichester, and Baron Newbury | William FitzRoy 1698–1774 3rd Duke of Cleveland, Earl of Southampton, and Baron Nonsuch, 2nd Duke of Southampton, Earl of Chichester, and Baron Newbury | William FitzRoy 1698–1774 3rd Duke of Cleveland, Earl of Southampton, and Baron Nonsuch, 2nd Duke of Southampton, Earl of Chichester, and Baron Newbury | | | Grace Fitzroy 1697–1763 | Grace Fitzroy 1697–1763 | Grace Fitzroy 1697–1763 | Grace Fitzroy 1697–1763 | Grace Fitzroy 1697–1763                                                                                        | Grace Fitzroy 1697–1763                                                                                        |                      |                      | Henry Vane c. 1705–1758 1st Earl of Darlington 3rd Baron Barnard                                                                | Henry Vane c. 1705–1758 1st Earl of Darlington 3rd Baron Barnard                                                                | Henry Vane c. 1705–1758 1st Earl of Darlington 3rd Baron Barnard                                                                | Henry Vane c. 1705–1758 1st Earl of Darlington 3rd Baron Barnard                                                                | Henry Vane c. 1705–1758 1st Earl of Darlington 3rd Baron Barnard                                                                | Henry Vane c. 1705–1758 1st Earl of Darlington 3rd Baron Barnard                                                                |                                         |                                         | | | | | | | |  |                                              |                                              |                                              |                                              |                                              |                                              |                         |                         | Morgan Vane 1706–1779                                        | Morgan Vane 1706–1779                                        | Morgan Vane 1706–1779                                        | Morgan Vane 1706–1779                                        | Morgan Vane 1706–1779                                        | Morgan Vane 1706–1779                                        |  |  |                                                                               |                                                                               |                                                                               |                                                                               |                                                                               |                                                                               |  |  |  |  |  |  |  |  |  |  |  |  |  |  |  |  |
| Dukedoms of Cleveland (1st creation) and Southampton, and Marquess of Cleveland extinct, 1774                                                           | | | | | | | | | | | | | |                      |                      | | | | | | |                                         |                                         | | | | | | | |  |                                              |                                              |                                              |                                              |                                              |                                              |                         |                         |                                                              |                                                              |                                                              |                                                              |                                                              |                                                              |  |  |                                                                               |                                                                               |                                                                               |                                                                               |                                                                               |                                                                               |  |  |  |  |  |  |  |  |  |  |  |  |  |  |  |  |
| | | | | | | | | | | | | | |                      |                      | | | | | | |                                         |                                         | | | | | | | |  |                                              |                                              |                                              |                                              |                                              |                                              |                         |                         |                                                              |                                                              |                                                              |                                                              |                                                              |                                                              |  |  |                                                                               |                                                                               |                                                                               |                                                                               |                                                                               |                                                                               |  |  |  |  |  |  |  |  |  |  |  |  |  |  |  |  |
| | | | | | | | | | | | | | |                      |                      | Henry Vane 1726–1792 2nd Earl of Darlington 4th Baron Barnard                                                                   | Henry Vane 1726–1792 2nd Earl of Darlington 4th Baron Barnard                                                                   | Henry Vane 1726–1792 2nd Earl of Darlington 4th Baron Barnard                                                                   | Henry Vane 1726–1792 2nd Earl of Darlington 4th Baron Barnard                                                                   | Henry Vane 1726–1792 2nd Earl of Darlington 4th Baron Barnard                                                                   | Henry Vane 1726–1792 2nd Earl of Darlington 4th Baron Barnard                                                                   |                                         |                                         | Frederick Vane 1732–1801                                                                                                 | Frederick Vane 1732–1801                                                                                                 | Frederick Vane 1732–1801                                                                                                 | Frederick Vane 1732–1801                                                                                                 | Frederick Vane 1732–1801                                                                                                 | Frederick Vane 1732–1801                                                                                                 | |  | Raby Vane 1736–1769                          | Raby Vane 1736–1769                          | Raby Vane 1736–1769                          | Raby Vane 1736–1769                          | Raby Vane 1736–1769                          | Raby Vane 1736–1769                          |                         |                         | Morgan Vane 1737–1789                                        | Morgan Vane 1737–1789                                        | Morgan Vane 1737–1789                                        | Morgan Vane 1737–1789                                        | Morgan Vane 1737–1789                                        | Morgan Vane 1737–1789                                        |  |  |                                                                               |                                                                               |                                                                               |                                                                               |                                                                               |                                                                               |  |  |  |  |  |  |  |  |  |  |  |  |  |  |  |  |
| | | | | | | | | | | | | | |                      |                      | Henry Vane 1726–1792 2nd Earl of Darlington 4th Baron Barnard                                                                   | Henry Vane 1726–1792 2nd Earl of Darlington 4th Baron Barnard                                                                   | Henry Vane 1726–1792 2nd Earl of Darlington 4th Baron Barnard                                                                   | Henry Vane 1726–1792 2nd Earl of Darlington 4th Baron Barnard                                                                   | Henry Vane 1726–1792 2nd Earl of Darlington 4th Baron Barnard                                                                   | Henry Vane 1726–1792 2nd Earl of Darlington 4th Baron Barnard                                                                   |                                         |                                         | Frederick Vane 1732–1801                                                                                                 | Frederick Vane 1732–1801                                                                                                 | Frederick Vane 1732–1801                                                                                                 | Frederick Vane 1732–1801                                                                                                 | Frederick Vane 1732–1801                                                                                                 | Frederick Vane 1732–1801                                                                                                 | |  | Raby Vane 1736–1769                          | Raby Vane 1736–1769                          | Raby Vane 1736–1769                          | Raby Vane 1736–1769                          | Raby Vane 1736–1769                          | Raby Vane 1736–1769                          |                         |                         | Morgan Vane 1737–1789                                        | Morgan Vane 1737–1789                                        | Morgan Vane 1737–1789                                        | Morgan Vane 1737–1789                                        | Morgan Vane 1737–1789                                        | Morgan Vane 1737–1789                                        |  |  |                                                                               |                                                                               |                                                                               |                                                                               |                                                                               |                                                                               |  |  |  |  |  |  |  |  |  |  |  |  |  |  |  |  |
| | | | | | | | | | | | | | |                      |                      | Marquess of Cleveland, 1827 Duke of Cleveland (2nd creation) and Baron Raby of Raby Castle in the County of Durham, 1833        | | | | | |                                         |                                         | | | | | | | |  |                                              |                                              |                                              |                                              |                                              |                                              |                         |                         |                                                              |                                                              |                                                              |                                                              |                                                              |                                                              |  |  |                                                                               |                                                                               |                                                                               |                                                                               |                                                                               |                                                                               |  |  |  |  |  |  |  |  |  |  |  |  |  |  |  |  |
| | | | | | | | | | | | | | |                      |                      | William Harry Vane 1766–1842 1st Duke of Cleveland and Marquess of Cleveland, 3rd Earl of Darlington 5th Baron Barnard          | William Harry Vane 1766–1842 1st Duke of Cleveland and Marquess of Cleveland, 3rd Earl of Darlington 5th Baron Barnard          | William Harry Vane 1766–1842 1st Duke of Cleveland and Marquess of Cleveland, 3rd Earl of Darlington 5th Baron Barnard          | William Harry Vane 1766–1842 1st Duke of Cleveland and Marquess of Cleveland, 3rd Earl of Darlington 5th Baron Barnard          | William Harry Vane 1766–1842 1st Duke of Cleveland and Marquess of Cleveland, 3rd Earl of Darlington 5th Baron Barnard          | William Harry Vane 1766–1842 1st Duke of Cleveland and Marquess of Cleveland, 3rd Earl of Darlington 5th Baron Barnard          |                                         |                                         | | | | | | | |  |                                              |                                              |                                              |                                              |                                              |                                              |                         |                         | John Vane 1788–1849                                          | John Vane 1788–1849                                          | John Vane 1788–1849                                          | John Vane 1788–1849                                          | John Vane 1788–1849                                          | John Vane 1788–1849                                          |  |  |                                                                               |                                                                               |                                                                               |                                                                               |                                                                               |                                                                               |  |  |  |  |  |  |  |  |  |  |  |  |  |  |  |  |
| | | | | | | | | | | | | | |                      |                      | William Harry Vane 1766–1842 1st Duke of Cleveland and Marquess of Cleveland, 3rd Earl of Darlington 5th Baron Barnard          | William Harry Vane 1766–1842 1st Duke of Cleveland and Marquess of Cleveland, 3rd Earl of Darlington 5th Baron Barnard          | William Harry Vane 1766–1842 1st Duke of Cleveland and Marquess of Cleveland, 3rd Earl of Darlington 5th Baron Barnard          | William Harry Vane 1766–1842 1st Duke of Cleveland and Marquess of Cleveland, 3rd Earl of Darlington 5th Baron Barnard          | William Harry Vane 1766–1842 1st Duke of Cleveland and Marquess of Cleveland, 3rd Earl of Darlington 5th Baron Barnard          | William Harry Vane 1766–1842 1st Duke of Cleveland and Marquess of Cleveland, 3rd Earl of Darlington 5th Baron Barnard          |                                         |                                         | | | | | | | |  |                                              |                                              |                                              |                                              |                                              |                                              |                         |                         | John Vane 1788–1849                                          | John Vane 1788–1849                                          | John Vane 1788–1849                                          | John Vane 1788–1849                                          | John Vane 1788–1849                                          | John Vane 1788–1849                                          |  |  |                                                                               |                                                                               |                                                                               |                                                                               |                                                                               |                                                                               |  |  |  |  |  |  |  |  |  |  |  |  |  |  |  |  |
| | | | | | | | | | | | | | |                      |                      | | | | | | |                                         |                                         | | | | | | | |  |                                              |                                              |                                              |                                              |                                              |                                              |                         |                         |                                                              |                                                              |                                                              |                                                              |                                                              |                                                              |  |  |                                                                               |                                                                               |                                                                               |                                                                               |                                                                               |                                                                               |  |  |  |  |  |  |  |  |  |  |  |  |  |  |  |  |
| | | | | | | | | Henry Vane 1788–1864 2nd Duke of Cleveland and Marquess of Cleveland, 4th Earl of Darlington 6th Baron Barnard                                         | Henry Vane 1788–1864 2nd Duke of Cleveland and Marquess of Cleveland, 4th Earl of Darlington 6th Baron Barnard                                         | Henry Vane 1788–1864 2nd Duke of Cleveland and Marquess of Cleveland, 4th Earl of Darlington 6th Baron Barnard                                         | Henry Vane 1788–1864 2nd Duke of Cleveland and Marquess of Cleveland, 4th Earl of Darlington 6th Baron Barnard                                         | Henry Vane 1788–1864 2nd Duke of Cleveland and Marquess of Cleveland, 4th Earl of Darlington 6th Baron Barnard | Henry Vane 1788–1864 2nd Duke of Cleveland and Marquess of Cleveland, 4th Earl of Darlington 6th Baron Barnard |                      |                      | William John Frederick Vane 1792–1864 3rd Duke of Cleveland and Marquess of Cleveland, 5th Earl of Darlington 7th Baron Barnard | William John Frederick Vane 1792–1864 3rd Duke of Cleveland and Marquess of Cleveland, 5th Earl of Darlington 7th Baron Barnard | William John Frederick Vane 1792–1864 3rd Duke of Cleveland and Marquess of Cleveland, 5th Earl of Darlington 7th Baron Barnard | William John Frederick Vane 1792–1864 3rd Duke of Cleveland and Marquess of Cleveland, 5th Earl of Darlington 7th Baron Barnard | William John Frederick Vane 1792–1864 3rd Duke of Cleveland and Marquess of Cleveland, 5th Earl of Darlington 7th Baron Barnard | William John Frederick Vane 1792–1864 3rd Duke of Cleveland and Marquess of Cleveland, 5th Earl of Darlington 7th Baron Barnard |                                         |                                         | Harry George Powlett 1803–1891 4th Duke of Cleveland and Marquess of Cleveland, 6th Earl of Darlington 8th Baron Barnard | Harry George Powlett 1803–1891 4th Duke of Cleveland and Marquess of Cleveland, 6th Earl of Darlington 8th Baron Barnard | Harry George Powlett 1803–1891 4th Duke of Cleveland and Marquess of Cleveland, 6th Earl of Darlington 8th Baron Barnard | Harry George Powlett 1803–1891 4th Duke of Cleveland and Marquess of Cleveland, 6th Earl of Darlington 8th Baron Barnard | Harry George Powlett 1803–1891 4th Duke of Cleveland and Marquess of Cleveland, 6th Earl of Darlington 8th Baron Barnard | Harry George Powlett 1803–1891 4th Duke of Cleveland and Marquess of Cleveland, 6th Earl of Darlington 8th Baron Barnard | |  |                                              |                                              |                                              |                                              |                                              |                                              |                         |                         | Henry Vane 1808–1886                                         | Henry Vane 1808–1886                                         | Henry Vane 1808–1886                                         | Henry Vane 1808–1886                                         | Henry Vane 1808–1886                                         | Henry Vane 1808–1886                                         |  |  |                                                                               |                                                                               |                                                                               |                                                                               |                                                                               |                                                                               |  |  |  |  |  |  |  |  |  |  |  |  |  |  |  |  |
| | | | | | | | | Henry Vane 1788–1864 2nd Duke of Cleveland and Marquess of Cleveland, 4th Earl of Darlington 6th Baron Barnard                                         | Henry Vane 1788–1864 2nd Duke of Cleveland and Marquess of Cleveland, 4th Earl of Darlington 6th Baron Barnard                                         | Henry Vane 1788–1864 2nd Duke of Cleveland and Marquess of Cleveland, 4th Earl of Darlington 6th Baron Barnard                                         | Henry Vane 1788–1864 2nd Duke of Cleveland and Marquess of Cleveland, 4th Earl of Darlington 6th Baron Barnard                                         | Henry Vane 1788–1864 2nd Duke of Cleveland and Marquess of Cleveland, 4th Earl of Darlington 6th Baron Barnard | Henry Vane 1788–1864 2nd Duke of Cleveland and Marquess of Cleveland, 4th Earl of Darlington 6th Baron Barnard |                      |                      | William John Frederick Vane 1792–1864 3rd Duke of Cleveland and Marquess of Cleveland, 5th Earl of Darlington 7th Baron Barnard | William John Frederick Vane 1792–1864 3rd Duke of Cleveland and Marquess of Cleveland, 5th Earl of Darlington 7th Baron Barnard | William John Frederick Vane 1792–1864 3rd Duke of Cleveland and Marquess of Cleveland, 5th Earl of Darlington 7th Baron Barnard | William John Frederick Vane 1792–1864 3rd Duke of Cleveland and Marquess of Cleveland, 5th Earl of Darlington 7th Baron Barnard | William John Frederick Vane 1792–1864 3rd Duke of Cleveland and Marquess of Cleveland, 5th Earl of Darlington 7th Baron Barnard | William John Frederick Vane 1792–1864 3rd Duke of Cleveland and Marquess of Cleveland, 5th Earl of Darlington 7th Baron Barnard |                                         |                                         | Harry George Powlett 1803–1891 4th Duke of Cleveland and Marquess of Cleveland, 6th Earl of Darlington 8th Baron Barnard | Harry George Powlett 1803–1891 4th Duke of Cleveland and Marquess of Cleveland, 6th Earl of Darlington 8th Baron Barnard | Harry George Powlett 1803–1891 4th Duke of Cleveland and Marquess of Cleveland, 6th Earl of Darlington 8th Baron Barnard | Harry George Powlett 1803–1891 4th Duke of Cleveland and Marquess of Cleveland, 6th Earl of Darlington 8th Baron Barnard | Harry George Powlett 1803–1891 4th Duke of Cleveland and Marquess of Cleveland, 6th Earl of Darlington 8th Baron Barnard | Harry George Powlett 1803–1891 4th Duke of Cleveland and Marquess of Cleveland, 6th Earl of Darlington 8th Baron Barnard | Dukedom of Cleveland (2nd creation), marquessate of Cleveland, and earldom of Darlington (2nd creation) declared extinct, 1891 |  |                                              |                                              |                                              |                                              |                                              |                                              |                         |                         | Henry Vane 1808–1886                                         | Henry Vane 1808–1886                                         | Henry Vane 1808–1886                                         | Henry Vane 1808–1886                                         | Henry Vane 1808–1886                                         | Henry Vane 1808–1886                                         |  |  |                                                                               |                                                                               |                                                                               |                                                                               |                                                                               |                                                                               |  |  |  |  |  |  |  |  |  |  |  |  |  |  |  |  |
| | | | | | | | | | | | | | |                      |                      | | | | | | |                                         |                                         | | | | | | | |  |                                              |                                              |                                              |                                              |                                              |                                              |                         |                         | Henry Vane 1854–1918 9th Baron Barnard                       |                                                              |                                                              |                                                              |                                                              |                                                              |  |  |                                                                               |                                                                               |                                                                               |                                                                               |                                                                               |                                                                               |  |  |  |  |  |  |  |  |  |  |  |  |  |  |  |  |
| | | | | | | | | | | | | | |                      |                      | | | | | | |                                         |                                         | | | | | | | |  |                                              |                                              |                                              |                                              |                                              |                                              |                         |                         |                                                              |                                                              |                                                              |                                                              |                                                              |                                                              |  |  |                                                                               |                                                                               |                                                                               |                                                                               |                                                                               |                                                                               |  |  |  |  |  |  |  |  |  |  |  |  |  |  |  |  |
| | | | | | | | | | | | | | |                      |                      | | | | | | |                                         |                                         | | | | | | | |  |                                              |                                              |                                              |                                              |                                              |                                              |                         |                         |                                                              |                                                              |                                                              |                                                              |                                                              |                                                              |  |  |                                                                               |                                                                               |                                                                               |                                                                               |                                                                               |                                                                               |  |  |  |  |  |  |  |  |  |  |  |  |  |  |  |  |
| | | | | | | | | | | | | | |                      |                      | | | | | | |                                         |                                         | | | | | | | |  | Henry Vane 1882–1917                         | Henry Vane 1882–1917                         | Henry Vane 1882–1917                         | Henry Vane 1882–1917                         | Henry Vane 1882–1917                         | Henry Vane 1882–1917                         |                         |                         | Christopher Vane 1888–1964 10th Baron Barnard                | Christopher Vane 1888–1964 10th Baron Barnard                | Christopher Vane 1888–1964 10th Baron Barnard                | Christopher Vane 1888–1964 10th Baron Barnard                | Christopher Vane 1888–1964 10th Baron Barnard                | Christopher Vane 1888–1964 10th Baron Barnard                |  |  |                                                                               |                                                                               |                                                                               |                                                                               |                                                                               |                                                                               |  |  |  |  |  |  |  |  |  |  |  |  |  |  |  |  |
| | | | | | | | | | | | | | |                      |                      | | | | | | |                                         |                                         | | | | | | | |  | Henry Vane 1882–1917                         | Henry Vane 1882–1917                         | Henry Vane 1882–1917                         | Henry Vane 1882–1917                         | Henry Vane 1882–1917                         | Henry Vane 1882–1917                         |                         |                         | Christopher Vane 1888–1964 10th Baron Barnard                | Christopher Vane 1888–1964 10th Baron Barnard                | Christopher Vane 1888–1964 10th Baron Barnard                | Christopher Vane 1888–1964 10th Baron Barnard                | Christopher Vane 1888–1964 10th Baron Barnard                | Christopher Vane 1888–1964 10th Baron Barnard                |  |  |                                                                               |                                                                               |                                                                               |                                                                               |                                                                               |                                                                               |  |  |  |  |  |  |  |  |  |  |  |  |  |  |  |  |
| | | | | | | | | | | | | | |                      |                      | | | | | | |                                         |                                         | | | | | | | |  |                                              |                                              |                                              |                                              |                                              |                                              |                         |                         | Christopher Vane 1923–2016 11th Baron Barnard                |                                                              |                                                              |                                                              |                                                              |                                                              |  |  |                                                                               |                                                                               |                                                                               |                                                                               |                                                                               |                                                                               |  |  |  |  |  |  |  |  |  |  |  |  |  |  |  |  |
| | | | | | | | | | | | | | |                      |                      | | | | | | |                                         |                                         | | | | | | | |  |                                              |                                              |                                              |                                              |                                              |                                              |                         |                         |                                                              |                                                              |                                                              |                                                              |                                                              |                                                              |  |  |                                                                               |                                                                               |                                                                               |                                                                               |                                                                               |                                                                               |  |  |  |  |  |  |  |  |  |  |  |  |  |  |  |  |
| | | | | | | | | | | | | | |                      |                      | | | | | | |                                         |                                         | | | | | | | |  |                                              |                                              |                                              |                                              |                                              |                                              |                         |                         | Henry Vane b. 1959 12th Baron Barnard                        |                                                              |                                                              |                                                              |                                                              |                                                              |  |  |                                                                               |                                                                               |                                                                               |                                                                               |                                                                               |                                                                               |  |  |  |  |  |  |  |  |  |  |  |  |  |  |  |  |
| | | | | | | | | | | | | | |                      |                      | | | | | | |                                         |                                         | | | | | | | |  |                                              |                                              |                                              |                                              |                                              |                                              |                         |                         |                                                              |                                                              |                                                              |                                                              |                                                              |                                                              |  |  |                                                                               |                                                                               |                                                                               |                                                                               |                                                                               |                                                                               |  |  |  |  |  |  |  |  |  |  |  |  |  |  |  |  |
| | | | | | | | | | | | | | |                      |                      | | | | | | |                                         |                                         | | | | | | | |  |                                              |                                              |                                              |                                              |                                              |                                              |                         |                         | Henry Vane b. 1990                                           |                                                              |                                                              |                                                              |                                                              |                                                              |  |  |                                                                               |                                                                               |                                                                               |                                                                               |                                                                               |                                                                               |  |  |  |  |  |  |  |  |  |  |  |  |  |  |  |  |